# 392
سنة 392 م (بالأرقام الرومانية: CCCXCII) كانت سنة كبيسة تبدأ يوم الخميس (الرابط يظهر نموذج الجدول الزمني الكامل للسنة) من التقويم اليولياني. في ذلك الوقت كانت هذه السنة تعرف على أنها سنة تولي القنصلية من قبل أغسطس وروفينوس (وتعرف على نطاق أضيق بسنة 1145 من تاريخ تأسيس روما). بدأت تسمية السنة ب392 منذ العصور الوسطى المبكرة، عندما أصبح تقويم أنو دوميني هو الأسلوب السائد في أوروبا لتسمية السنوات.

## مواليد
- مارقيان (392 - 457) كان إمبراطوراً بيزنطياً حكم منذ 450 حتى وفاته. وقد سيّم قديساً بعد وفاته.
- غالا بلاسيديا (باللاتينية: Aelia Galla Placidia) هي ابنة الإمبراطور الروماني ثيودوسيوس الأول
- الأمبراطور مينغ يوان من سلالة واي الشمالية

## وفيات
- فالنتينيان الثاني كان امبراطوراً رومانياً من 375 إلى 392.